# Sphecomimax albocoxalis
Sphecomimax albocoxalis là một loài bướm đêm thuộc phân họ Arctiinae, họ Erebidae.